# Dulce Braga
Dulce Braga (nascuda el 16 d'abril de 1958) és una escriptora angolesa, autora de la novel·la biogràfica Sabor de Maboque, publicada en 2009. A la novel·la, Braga explica les seves experiències el 1975, al començament de la Guerra Civil angolesa.
A l'edat de 16 anys, va fugir a Brasil amb la seva família per la guerra.